# King Island
King Island er ø lidt syd for Australien. Den ligger i Bassstrædet nord for Tasmaniens nordvestlige spids.
Øen er kendt for sin farlige kyststrækning som har forårsaget flere skibsforlis end noget andet sted i Australien.

## Eksterne kilder
King Island Online
39°52′21″S 143°59′08″Ø / 39.8725°S 143.9856°Ø